# تنظيم الدولة الإسلامية - ولاية البحرين
ولاية البحرين تابعة لتنظيم الدولة الإسلامية (داعش) بالمعنى الجغرافي والسيطرة الإقليمية، مثلما كان الحال في أجزاء من العراق وسوريا. داعش لم يتمكن من إقامة أي ولاية أو سيطرة على أراضٍ داخل مملكة البحرين. ومع ذلك، هذا لا ينفي وجود نشاط أو محاولات للتأثير من قبل أفراد أو خلايا متعاطفة مع التنظيم داخل البحرين. وقد شمل هذا النشاط ما يلي: خلايا سرية ومحاولات تجنيد: السلطات البحرينية أعلنت في عدة مناسبات عن تفكيك خلايا مرتبطة بداعش، واعتقال أشخاص متهمين بالانتماء للتنظيم أو التخطيط لهجمات إرهابية. على سبيل المثال، في عام 2015، صدرت أحكام بالسجن ضد 24 شخصًا بتهمة تشكيل خلية تابعة لداعش والتخطيط لعمليات انتحارية. تجنيد مواطنين للقتال في الخارج: وُجد أن بعض المواطنين البحرينيين قد سافروا للانضمام إلى صفوف داعش في مناطق الصراع مثل سوريا والعراق. كما ظهرت تقارير عن تورط شخصيات بحرينية في أدوار قيادية أو شرعية داخل التنظيم (مثل تركي البنعلي، الذي أسقطت البحرين جنسيته). الدعاية والتحريض عبر الإنترنت: يسعى التنظيم إلى نشر أيديولوجيته المتطرفة وتجنيد الأفراد من خلال وسائل التواصل الاجتماعي والمنصات الرقمية، مستهدفًا الشباب في البحرين وغيرها من الدول. التصدي الحكومي: تولي مملكة البحرين أهمية قصوى لمكافحة الإرهاب، وتشارك بفعالية في التحالف الدولي ضد داعش. كما أنها تبذل جهودًا كبيرة على الصعيدين الأمني والتشريعي لمكافحة تمويل الإرهاب والتصدي لأي محاولات متطرفة. بشكل عام، التهديد من داعش في البحرين يتمثل في محاولات اختراق أمنها عبر الخلايا السرية والتجنيد والدعاية، وليس من خلال وجود كيان إقليمي يسيطر على أراضٍ.
العمليات الأمنية الاستباقية: تنفذ السلطات الأمنية البحرينية عمليات استباقية لإحباط أي مخططات إرهابية محتملة. باختصار، بينما لا توجد "ولاية البحرين" لداعش تسيطر على أراضٍ، فإن التهديد يظل كامناً في شكل خلايا سرية ومحاولات للتجنيد والدعاية، والتي تعمل الحكومة البحرينية بجد على التصدي لها.

### حوادث
في 16 أكتوبر/تشرين الأول 2015، أعلن داعش يتبنى هجوم مسلح على حسينية في بمحافظة القطيف نفذه تنظيم الدولة الإسلامية يتسبب بمقتل 5 أشخاص وجرح 9 آخرين.

### عملياته
| العملية     | التاريخ        | المكان        | القتلى |
| ----------- | -------------- | ------------- | ------ |
| حادثة سيهات | 16 أكتوبر 2015 | سيهات، القطيف | 5      |